# 2002 GB33
2002 GB33, também escrito como 2002 GB33, é um objeto transnetuniano que está localizado no Cinturão de Kuiper, uma região do Sistema Solar. Este objeto é classificado como um cubewano. Ele possui uma magnitude absoluta de 7,8 e tem um diâmetro estimado com cerca de 121 km.

## Descoberta
2002 GB33 foi descoberto no dia 7 de abril de 2002 pelos astrônomos J. Pittichova e K. J. Meech.

## Órbita
A órbita de 2002 GB33 tem uma excentricidade de 0,000 e possui um semieixo maior de 45,545 UA. O seu periélio leva o mesmo a uma distância de 45,545 UA em relação ao Sol e seu afélio a 45,545 UA.